# لوف، ادلب
لوف (به عربی: لوف) یک روستا در سوریه است که در ناحیه سراقب واقع شده‌است. لوف ۱٬۵۳۹ نفر جمعیت دارد.